# シャリス・デイビッズ
シャリス・リネッテ・デイビッズ (Sharice Lynnette Davids, 1980年5月22日 - ) は、アメリカ合衆国の政治家、カンザス州弁護士、元総合格闘家。デイビッズはカンザス州3区で選出されたアメリカ合衆国下院議員である。
ミズーリ大学カンザスシティ校とコーネル大学のロースクールで学んだ弁護士であり、また2010年代にはプロの総合格闘家としても活躍した。

## 出自と教育
1980年5月22日にウィスコンシン州オネイダにあるモヒカン族のストックブリッジ・マンシー・コミュニティで誕生した。デイビッズはホー・チャンク族(ウィネバーゴ族)の一員として登録されている。母方の祖父であるフレデリック・J・デイビッズはアメリカ陸軍の退役軍人で、シャリスはフレデリックの娘であり、母であるクリスタル・ヘリエイジに育てられた。ヘリエイジはアメリカ陸軍に勤務していたシングルマザーであった。デイビッズはカンザスのリーヴンワース高校、ハスケルインディアンズ大学、カンザス大学、ジョンソンカウンティ・コミュニティカレッジ、ミズーリ大学カンザスシティ校で学んだ。2007年にミズーリ大学カンザスシティ校で経営学の学士号を取得して卒業。コーネル大学ロースクールで2010年に法務博士号を取得している。

## 総合格闘家として
デイビッズは2006年にアマチュアとして総合格闘技を始め、2013年にはプロに転向している。アマチュア時代は5勝1敗、プロになってからは1勝1敗。デイビッズは The Ultimate Fighter のトライアウトを受けたが番組には出られず、その結果、次第に興味を総合格闘技からアメリカを旅することにシフト、やがてネイティブアメリカン居留地に住み、コミュニティと共に、経済およびコミュニティ開発プログラムに従事するようになった。

### 戦績
プロ
| 結果 | 勝敗記録 | 相手         | 方法            | イベント               | 日付          | ラウンド | 時間 | 場所                       | 注記        |
| ---- | -------- | ------------ | --------------- | ---------------------- | ------------- | -------- | ---- | -------------------------- | ----------- |
| 負   | 1-1      | Rosa Acevedo | 判定(3-0)       | LCS18                  | 2014年3月1日  | 3        | 5:00 | ワイオミング州トーリントン | [ 7 ] [ 8 ] |
| 勝   | 1-0      | Nadia Nixon  | 降参 (三角絞め) | Shamrock FC - Conquest | 2013年11月1日 | 1        | 2:08 | ミズーリ州カンザスシティ   | [ 8 ]       |

アマチュア
| 結果 | 勝敗記録 | 相手             | 方法                          | イベント                       | 日付           | ラウンド | 時間 | 場所                             | 注記  |
| ---- | -------- | ---------------- | ----------------------------- | ------------------------------ | -------------- | -------- | ---- | -------------------------------- | ----- |
| 勝   | 5−1      | Heather Rafferty | 判定 (3-0)                    | Pride & Pain MMA               | 2012年10月20日 | 3        | 3:00 | サウスダコタ州ホットスプリングス | [ 8 ] |
| 勝   | 4–1      | Chandra Engel    | 降参 (三角絞め)               | Ultimate Blue Corner Battles   | 2012年1月27日  | 1        | 2:36 | ミズーリ州ノースカンザス市       | [ 8 ] |
| 勝   | 3–1      | Ronni Nanney     | TKO (knee & punch)            | Ultimate Blue Corner Battles   | 2011年4月1日   | 3        | 3:00 | ミズーリ州ノースカンザス市       | [ 8 ] |
| 勝   | 2–1      | Stacia Hoss      | TKO (knee & punch)            | Ultimate Blue Corner Battles   | 2010年8月27日  | 1        | 0:27 | ミズーリ州ノースカンザス市       | [ 8 ] |
| 負   | 1–1      | Erin Reynolds    | 降参 (十字固め)               | Shamrock FC: Midwest Fightfest | 2007年5月11日  | 1        | 1:53 | ミズーリ州カンザスシティ         | [ 8 ] |
| 勝   | 1–0      | Courtney Martel  | レフェリーストップ (三角絞め) | ISFC Midwest Fightfest         | 2006年10月27日 | 1        | 0:44 | ミズーリ州カンザスシティ         | [ 8 ] |

## 法曹として
デイビッズはSNRデントン法律事務所で2010年に法曹としてのキャリアをスタートした。その後、パインリッジ・ネイティブアメリカン居留地でコミュニティと経済開発を指揮し、ホカ・コーヒーで開業した。2016年には運輸省で、オバマ政権からトランプ政権への移行時にホワイトハウスのフェローとして働いた経験をもつ。

## 米国下院議員として

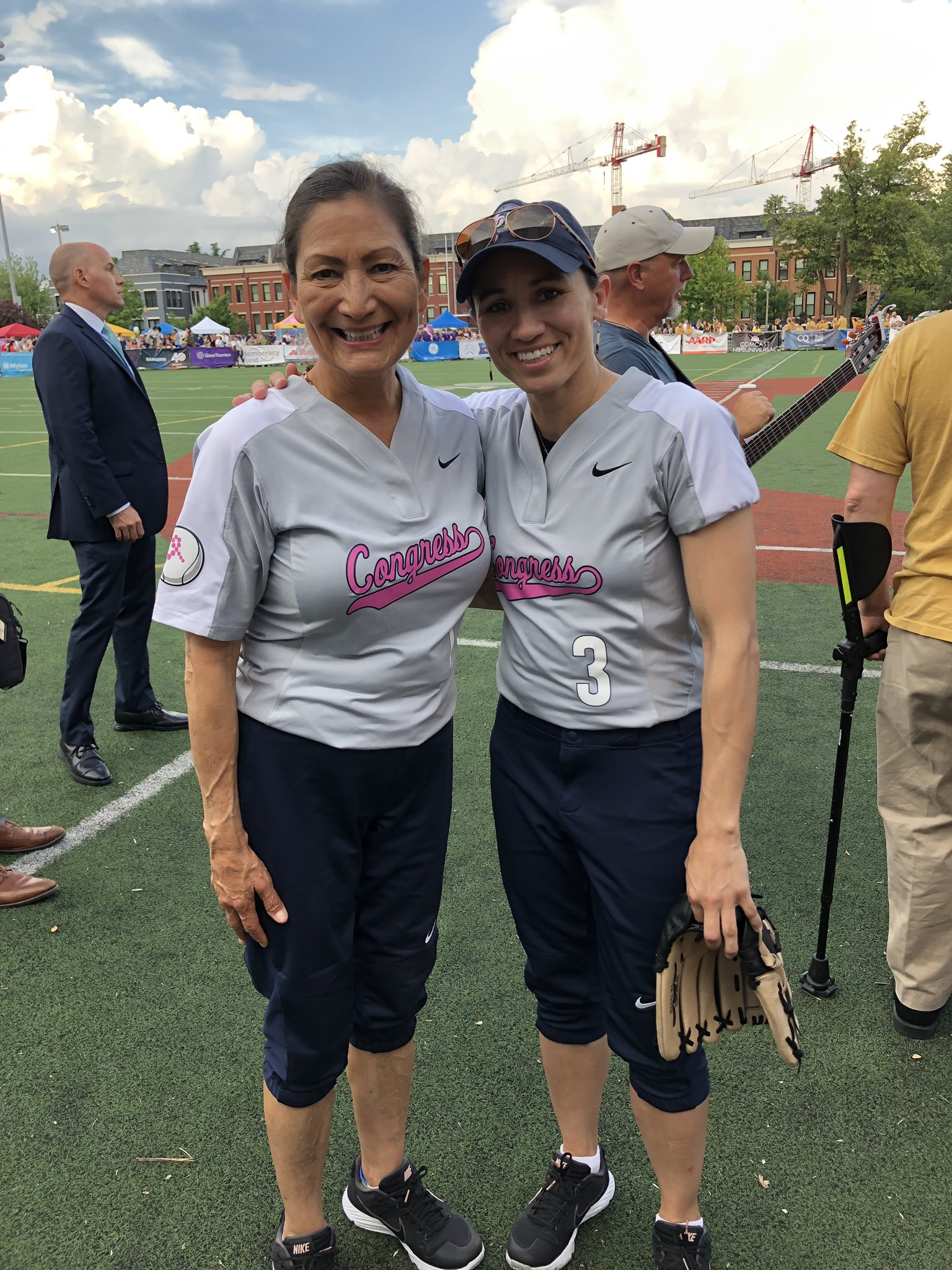
デブ・ハーランド下院議員と（2019年6月20日）

2018年の中間選挙で、デイビッズはカンザス州3区から米国下院議員に立候補した。8月の予備選挙ではバーニー・サンダースが推薦するブレント・ウェルダーを得票率37%-34%の差で破り、民主党の指名を獲得した。
2018年11月6日の本選挙では、現職の共和党候補ケビン・ユッダーを破った。
カンザスシティの NPR メンバー局であるラジオ局・KCURは、ユッダーとデイビッズにそれぞれ局内でインタビューし、その主張を検証した。その結果ユッダーには「F」(間違い)の判定を下した。ユッダーは「移民が嘘の難民申請をしていて、犯罪を増加させるだろう」と主張した。デイビッズは国民皆保険を支持するが、ホワイトハウスの共和党のせいで実現できないと主張した。一方で、メディケアが薬価や、ジェネリック薬をいち早く上市するように交渉することを認めるといったような短期的な目標も支持する。「教師は充分に給与を支払われておらず、自分たちの学校用品の購入について税控除をもう受けられなくなっている」というデイビッズの主張については、税控除は復活しているので「部分的に正しく、部分的には間違い」とKCURは判定した。
デイビッズはニューメキシコ州のラグナ・プエブロ族であるデブ・ハーランドとともに、初めてネイティブ・アメリカンの女性として国会議員に選出された。カンザス州の国会議員としては初めて、レズビアンでありLGBTの一員であると公にしている。

## 選挙歴
| 党       | 党       | 候補者                 | 得票数 | %    |
| -------- | -------- | ---------------------- | ------ | ---- |
|          | 民主党   | シャリス・デイビッズ   | 23,066 | 37.3 |
|          | 民主党   | ブレント・ウェルダー   | 20,904 | 33.8 |
|          | 民主党   | トム・ニアマン         | 8,844  | 14.3 |
|          | 民主党   | マイク・マッカモン     | 4,278  | 6.9  |
|          | 民主党   | シルビア・ウィリアムズ | 2,906  | 4.7  |
|          | 民主党   | ジェイ・シディ         | 1,762  | 2.9  |
| 総投票数 | 総投票数 | 総投票数               | 61,760 | 100  |

| 党       | 党                           | 候補者                    | 得票数  | %    |
| -------- | ---------------------------- | ------------------------- | ------- | ---- |
|          | 民主党                       | シャリス・デイビッズ      | 164,253 | 53.3 |
|          | 共和党                       | ケビン・ヨッダー （現職） | 136,104 | 44.2 |
|          | リバタリアン党               | クリス・クレモンズ        | 7,643   | 2.5  |
| 総投票数 | 総投票数                     | 総投票数                  | 343,113 | 100  |
|          | 民主党が共和党から議席を奪還 |                           |         |      |

## 参考
- LGBTである米国議会議員（英語版）
- ネイティブ・アメリカンの米国議会議員（英語版）
- 女性米国下院議員（英語版）